# Johann Nepomuk Einsele (Steinmetz)
Johann Nepomuk Einsele (* 1. Mai 1732 in Freising; † 4. Dezember 1790 ebenda) war fürstbischöflich-freisingischer Hofsteinmetz.

## Leben
Johann Nepomuk Einsele war der Sohn des fürstbischöflich-freisingischen Hofsteinmetzen Matthias Einsele. Er erlernte den Beruf seines Vaters und arbeitete in Prag, bis er nach dem Tod seines Vaters 1753 dessen Werkstatt übernahm. 1759 ernannte ihn Fürstbischof Johann Theodor von Bayern zum Hofsteinmetzmeister. Dieses Amt übte er bis zu seinem Tod im Jahr 1790 aus.
Einsele hatte siebzehn Kinder; zwei Söhne erlernten den Beruf des Vaters, mehrere starben in frühester Jugend, eine Tochter verheiratete sich nach München. Zwei Söhne widmeten sich dem Studium, sein Sohn Johann Nepomuk wurde Jurist und starb 1836 in Freising; der andere, Ignaz Johann Baptist wurde Arzt. Er starb 1860 in Tölz und war der Vater von August Max Einsele.